# Geojin-eup
Geojin-eup (koreanska: 거진읍) är en köping i Sydkorea. Den ligger i kommunen Goseong-gun i provinsen Gangwon, i den norra delen av landet, 150 km nordost om huvudstaden Seoul.